# Cádiar
Cádiar – gmina w Hiszpanii, w prowincji Grenada, w Andaluzji, o powierzchni 47,32 km². W 2011 roku gmina liczyła 1632 mieszkańców.
Obszar zaludnienia jest częścią historycznego miejsca Alpujarra Media i La Taha, które wraz z graniczącym kompleksem historycznym Barranco del Poqueira tworzą największe chronione miejsce dziedzictwa historycznego w całej Europie.